# Bernardo I de Berga
Bernardo I (f. 1050), fue conde de Berga de 1035 a 1050. 
Segundo hijo de Wifredo II de Cerdaña y Guisla de Pallars. Su padre siendo a la vez conde de Cerdaña y conde de Berga decidió repartir los dos condados entre sus hijos, así Ramón Wifredo se quedó el de Cerdaña y Bernardo el de Berga.
Murió sin descendencia, pasando el condado a manos de su hermano Berenguer.
| Predecesor: Wifredo | Conde de Berga 1035-1050 | Sucesor: Berenguer |

- Datos: Q4893254